# 아흐마드 누롤라히
아흐마드 누롤라히(페르시아어: احمد نورالهی, Ahmad Nourollahi, 1993년 2월 1일 ~ )는 이란의 축구 선수이다. 포지션은 미드필더이며, 현재 UAE 프로리그의 알와흐다에서 활동하고 있다.

## 클럽 경력
16세 시절에 풀라드 야즈드 유스 아카데미에 입단했으며 2011년에 1군 팀으로 승격되었다. 2014년에는 페르세폴리스로 이적했다. 2017년 겨울에는 병역 의무 이행을 위해 트락토르 사지로 임대되었고 2018-19 시즌이 시작되기 이전에 페르세폴리스로 복귀했다.

## 국가대표 경력
2018년 11월 15일에 열린 트리니다드 토바고와의 친선 경기에서 처음 출전했으며 2019년 AFC 아시안컵에 참가했다.